# کیم سو-گیل
کیم سو-گیل (김수길؛ زادهٔ ۱۹۵۰) فرمانده نظامی و سیاست‌مدار اهل کره شمالی است، که هم‌اکنون به‌عنوان رئیس اداره سیاسی ارتش خلق کره فعالیت می‌کند، همچنین از اعضای اصلی کمیته مرکزی حزب کارگران کره و نیز از نمایندگان مجمع عالی خلق می‌باشد.